# Mössebergs församling
Mössebergs församling är en församling i Falköpings pastorat i Falköpings och Hökensås kontrakt i Skara stift. Församlingen ligger i Falköpings kommun i Västra Götalands län.

## Administrativ historik
Församlingen bildades 1 januari 2010 genom en sammanslagning av Marka församling, Friggeråkers församling och Torbjörntorps församling samt den del av Falköpings församling som var belägen väster om järnvägen. Församlingen ingår sedan bildandet i Falköpings pastorat.

## Kyrkor
- Marka kyrka
- Friggeråkers kyrka
- Torbjörntorps kyrka
- Mössebergs kyrka